# Duboko bušenje
Duboko bušenje je posebno područje bušenja, koje, s dubinom bušenja i do 15 metara, ima posebnu važnost za proizvodnju cijevi za različita oružja. Dubokim bušenjem se smatra bušenje provrta dubljih od 10∙D (D je promjer svrdla). Dubina koja se može postići s reznim alatima za duboko bušenje može dostići dubinu od 150∙D. U većini slučajeva kod dubokoga bušenja glavno rotacijsko gibanje (vrtnju) vrši obradak a linearno (linijski) posmično (posmak) vrši alat. Kod dubokoga bušenja najveći problem je hlađenje alata i krutost alata, zbog toga je razvijeno više postupaka dubokog bušenja.

## Podjela
Postupci dubokoga bušenja su: 
- bušenje provrta topovskim svrdlom ili bušenje s jednom oštricom;
- bušenje ejektorskim postupkom (DTS postupak);
- bušenje provrta STS postupkom (bušenje provrta BTA postupkom);
- bušenje provrta spiralnim svrdlom.

### Bušenje s jednom oštricom
Postupak bušenja dubokih provrta s jednom oštricom izvodi se "topovskim" svrdlom koje ima lemljenu pločicu od tvrdog metala kao glavnu reznu oštricu. Tijelo svrdla je od alatnog čelika i ima po cijeloj dužini provrt za rashladno sredstvo (SHIP). Utor za odvodnju odvojene čestice izveden je kao veliki V izrez. Područje primjene je od 0,8 mm do 40 mm promjera svrdla, a dužine mogu biti i do 75∙D. Prema potrebi je moguće izraditi i specijalnu dužinu i promjer prema narudžbi. Svrdlo se može koristiti na bušilicama, obradnim centrima kao i na specijalnim strojevima za duboko bušenje.
Bušenje provrta topovskim svrdlom je postupak kojim se mogu bušiti manji provrti nego STS postupkom, ali pritom ima manju produktivnost. Za izvođenje ovog postupka bušenja potrebni su specijalni strojevi namijenjeni za duboko bušenje topovskim svrdlom. U većini slučajeva koristi se topovsko svrdlo s jednom oštricom, dok se rjeđe koriste i topovska svrdla s dvije oštrice.

#### Slike
|                                                                  |                                                                               |                                                               |
| Bušenje provrta topovskim svrdlom ili bušenje s jednom oštricom. | Svrdlo s jednom oštricom od tvrdog metala (tvrtka TBT) ili "topovsko" svrdlo. | Svrdlo s izmjenjivim oštricama od tvrdog metala (tvrtka TBT). |

### Ejektorsko bušenje
Ejektorsko bušenje je postupak bušenja koji se izvodi na vodoravnim alatnim strojevima uz primjenu specijalnog svrdla s dvije cijevi. Radi smanjenja vibracija koristi se specijalna lineta i prihvat alata koji ima ulaz za rashladno sredstvo (SHIP) i izlaz za rashladno sredstvo i odvojenu česticu. Svrdlo ima otvore za sapnice kroz koje se dovodi rashladno sredstvo te odvodi odvojenu česticu kroz središnji dio alata. Primjenjuje se za bušenje provrta od 20 do 200 mm u dužinama do 100∙D, prema potrebi je moguće izraditi i specijalnu dužinu i promjer prema narudžbi. Ovaj tip postupka je modifikacija STS odnosno BTA postupka bušenja, ali za razliku od njih zahtjeva brtvljenje.

#### Slike
|                            |                                                            |                                                             |
| Ejektorsko duboko bušenje. | Ejektorsko svrdlo s izmjenjivim noževima (tvrtka Sandvik). | Ejektorsko svrdlo sa zalemljenim noževima (tvrtka Sandvik). |

### STS bušenje
STS (eng. Single Tube System) postupak bušenja provrta je povoljan za visoko serijsku proizvodnju. Da bi se moglo bušiti ovim postupkom potreban je poseban stroj. Iz tog je razloga produktivnost povećana 6 puta naspram bušenja s topovskim svrdlom. Koristi se kod materijala s lošim svojstvima odvajanja čestica poput nehrđajućeg te nisko ugljičnog čelika. 
STS bušenje, u literaturi se još koristi i naziv BTA sistem, a odnosi se na način bušenja svrdlima za duboko bušenje većih promjera kojem je tijelo cijev kroz koju se odvode rashladno sredstvo (SHIP) i odvojena čestica, dok se rashladno sredstvo dovodi preko brtvenog prstena izvan svrdla. Ovo je postupak bušenja koji se izvodi na specijalnim alatnim strojevima za duboka bušenja. S ovakvim svrdlima je moguće izraditi u standardnim dimenzijama provrte do 350 mm i dužine preko 100∙D. Određeni proizvođači alata navode kako mogu proizvesti specijalni alat za obradu provrta do 700 mm.

#### Slike
|                             |                                                                         |                                                                                                   |                                                                                |
| STS ili BTA duboko bušenje. | BTA svrdlo za dubinsko bušenje s odvojenim reznim rubom (tvrtka BOTEK). | BTA svrdlo za dubinsko bušenje s odvojenim reznim rubom (tvrtka BTA sustavi za dubinsko bušenje). | BTA alat za duboko bušenje za potpuno bušenje s oštrim dijelom (tvrtka BOTEK). |

### Duboko bušenje spiralnim svrdlom
Duboko bušenje spiralnim svrdlima je doživjelo svoju primjenu na obradnim centrima koji su opremljeni visokotlačnim hlađenjem kroz glavno vreteno. Koriste se spiralna svrdla izrađena od tvrdog metala te im je područje primjene od 3 do 30 mm u dužinama do 50∙D. Ovaj postupak je uvelike olakšao izradu dubokih provrta u lakoj i srednjoj strojnoj obradi, pogotovo u maloserijskoj i serijskoj proizvodnji gdje se na obradnom centru uz ostalu obradu izrađuju i duboki provrti.
| |
| Lemljeni BTA alat za bušenje s jednom oštricom (lijevo) i simetrična okretna spiralno svrdlo za duboko bušenje (desno). |